# Ratjny Port Homel
Ratjny Port Homel (vitryska: Рачны Порт Гомель, ryska: Port Gomel’) är en hamn i Belarus.   Den ligger i voblasten Homels voblast, i den östra delen av landet, 290 km sydost om huvudstaden Minsk. Ratjny Port Homel ligger 111 meter över havet.  Runt Ratjny Port Homel är det tätbefolkat, med 257 invånare per kvadratkilometer.. Närmaste större samhälle är Homel, 3,6 km väster om Ratjny Port Homel.
Runt Ratjny Port Homel är det i huvudsak tätbebyggt.